# Ulica Józefa Piłsudskiego w Zamościu
Ulica J. Piłsudskiego – jedna z głównych arterii w Zamościu, która jest ulicą jednojezdniową i jedną z najstarszych w mieście.

## Historia
Ulica ta powstała (podobnie jak ul. Partyzantów i ul. Lwowska) na początku lat 20. XIX wieku. Początkowo jako Trakt Lubelski, a następnie Wyjazd Lubelski prowadził od Starego Miasta do granic miasta.

### Nazwa
W latach 20. XX wieku ulica została nazwana jako ul. Lipowa (do szpitala) i ul. Lubelska (dalej do granic miasta). Od 1933 roku całkowicie jako ul. J. Piłsudskiego, następnie w czasie okupacji niemieckiej jako ul. Lublinerstrasse, a od początku lat 50. Aleje Stalina i ponownie ul. Lubelska. W 1990 roku ostatecznie przemianowana na obecną nazwę (do ul. Wojska Polskiego) i dalej jako ul. Lubelska.

## Obecnie
Obecnie ulica jest jedną z głównych w mieście i stanowi połączenie Starego Miasta z północnymi terenami, z których znaczna część jest dawnym Przedmieściem Lubelskim (północne tereny osiedla Janowice i Kilińskiego tworzyły dawniej dzielnicę o tej nazwie). Po obu stronach ulicy zlokalizowane są głównie osiedla mieszkaniowe (zwłaszcza po zachodniej), jednakże można znaleźć też takie obiekty jak: Zamojski Szpital Niepubliczny (dawniej publiczny; przy skrzyżowaniu z ul. Peowiaków), markety PSS Społem i Stokrotka, DH Hetman, DH Łukasz, Koszary (tereny wojskowe i jednostka - 3. Batalion Zmechanizowany), placówki licznych banków i firm, m.in. Multimedia Polska S.A. (telewizja kablowa).